# 国民統一政府 (ミャンマー)
国民統一政府（こくみんとういつせいふ、ビルマ語: အမျိုးသားညီညွတ်ရေး အစိုးရ、ビルマ語発音: [ʔəmjód̪á ɲìɲʊʔjé ʔəsója̰] アミョーダーニーニュッイェー・アソーヤ; 英語: National Unity Government of Myanmar; 略称: NUG）は、2021年ミャンマークーデターを起こしたミャンマー国軍に対抗して民主派勢力が樹立した、ミャンマー連邦共和国の合法的な政府であると主張する機関である。

## 概要
2021年2月1日に発生した軍事クーデターに対抗し、2021年4月16日に連邦議会代表委員会（CRPH）によって樹立。アウンサンスーチー国家顧問とウィンミン大統領の役職は据え置かれたが、2人とも拘束中であるため、副大統領のドゥワ・ラシ・ラーが大統領代行を務めている。結成直後の5月、国家行政評議会はNUGをテロ組織に指定した。
閣僚はNLDの中堅議員を中心に構成されていたが、副大統領、首相以下、大臣・副大臣の半数が少数民族出身者で、女性、若者、LGBTなどの幹部もいて、少数派に配慮している様子が窺えた。ただNUGのメンバーのほとんどは国内の少数民族武装勢力の支配地域で身を隠しているか国外亡命中であり、Zoomなどを利用して会議を行っている。
2022年4月時点で7カ国に代表事務所を置き（日本、イギリス、オーストラリア、大韓民国など）、国際連合本部と東南アジア諸国連合（ASEAN）本部に駐在員を派遣している。2022年2月には日本支部が設置され、代表にはカレン族のソー・バ・フラ・テイン氏が就任した。

## 歴史

### 宣戦布告宣言
2021年9月7日、NUG大統領代行・ドゥワ・ラシ・ラーは、国軍に対して宣戦布告を宣言し、各PDF・少数民族武装勢力に一斉蜂起を呼びかけた。もっとも既にPDFは武力闘争を開始していたので、これを事後承認した形であり、わざわざ宣戦布告した理由について、NUG外相のジンマーアウンは「外交努力が失敗するなかで国内の抵抗に勢いをつけるため」と答えている。
宣戦布告文の内容は以下のようなものである。
1. NUGは、本日9月7日付けで、ミャンマー全土において独裁軍と戦うことを決めた。全国民は様々な方法、方向で戦いに参加せよ。
2. PDFは自分の地区のミンアウンライン軍とその仲間を倒せ。
3. 区域管理者は今すぐ職場を離れよ。
4. PDFはNUGの命令に従い、国民第一に、優先順位を守ること。
5. 公安部隊は国民の安全確保を計画的に行うこと。
6. 全国民は、本日から自分の安全な居場所を離れないこと。必要なものは身に離さず集めておくこと。またPDFを手伝うこと。
7. 少数民族武装勢力はミンアウンライン軍を様々な方向から攻めること。また自分の地域は自分達で守ること。
8. 軍の全ての管理体制に対して、全国民が全力で戦うこと。
9. 国境警備隊と民兵も敵と戦うこと。
10. 私たちの戦いは正義である。
11. 国連や近隣の国々も状況を理解してくれると信じる。
12. ミンアウンライン軍の兵隊は、PDFと連帯して戦うこと。
13. 本日からすべての公務員は仕事へ行かないこと。

民主派のリーダーだったスーチーは、非暴力不服従をポリシーとしていたので、これは大きな方針転換だった。これに対してスーチーは裁判の法廷や面会の際に「国民は団結し、話し合いにより問題を解決してほしい」「世界人権宣言の最後の条文に自分のメッセージがある」と述べたと伝えられている。世界人権宣言の最後の条文とは、第30条「この宣言のいかなる規定も、いずれかの国、集団又は個人に対して、この宣言に掲げる権利及び自由の破壊を目的とする活動に従事し、又はそのような目的を有する行為を行う権利を認めるものと解釈してはならない」である。
この宣戦布告宣言に対する評価は賛否両論で、「国土の荒廃が進む」という反対の声も大きく、カレン民族同盟（KNU）のドゥープラヤ地区議長は、「戦争になっても人々には食糧も避難所もない」と宣戦布告宣言の撤回を求める請願書を送った（ただし、KNU中央委員会の関係者によるとドゥープラヤ地区議長個人の意見であり、中央執行委員会の意見を代表するものではないとしている）。また日本・ミャンマー友好議員連盟会長で自民党所属の衆議院議員・逢沢一郎は、X上で「力の差は明らかだ。国軍に弾圧の口実を与えてしまう。流血の惨事が心配だ」と懸念を表明した。はたしてこれを機にPDFによる行政官、公務員、USDP関係者、国軍の密告者の疑いをかけた者などに対する暗殺事件が激増し始め、人々は国軍のみならず、民主派に国軍派のレッテルを貼られ、暗殺の対象になることも恐れなければならなくなり、社会の分断と閉塞感はいっそう進んだ。
宣戦布告宣言をしたものの、NUGは国土を実効支配しておらず、資金も不足しているため、公共サービスの提供も、治安維持もできておらず、制定した法律が実行されることもなく、求心力の低下が指摘されている。指揮系統が不明確であるため、意見調整にも難渋しており、ときおり閣僚交代の声が上がるものの、様々な人脈・金脈をNUG閣僚が属人的に有していることから、それにも困難なのだという。2024年4月には、国民統一顧問評議会（NUCC）の第2回大会が開催されたが、出席者からはNUGの中国を重視する方針、国家分裂を招く少数民族武装勢力との共闘について批判が噴出し、大会最終日にはNUGとCRPHの代表者が欠席する事態となった。またNUCCに対しても①実力のある少数民族武装勢力が参加していない②提案は非現実的で、優先順位も実施時期も示されていない③国民に存在が知られていないという批判が上がっている。

### CDM（市民不服従運動）
NUGは公務員、教師、医師などにCDM（市民不服従運動）を推奨している。具体的には職務を放棄して、軍事政権の行政機能を麻痺させることが目的とされる。
しかしNUGのCDM従事者に対する生活支援・経済支援は不十分で、彼らの大半は生活に困窮している。また学校CDMは、教師だけではなく生徒にも及んで、軍事政権下の学校への登校を止める動きもあり、将来の学力低下が懸念される他、特に大学のCDMは、過去に大学が反政府運動の拠点になったことを考えれば、民主派にとっても悪手だという批判もある。また医療CDMは、病院の深刻な人手不足を招き、優先的に治療を受けるための賄賂が横行し、貧困層の人々が適切な治療を受けられていないと指摘されている。
NUGはCDM不参加者を処罰する方針を示しているが、これは彼らの家庭事情や経済的苦難を顧みない暴挙であると批判され、PDFによるCDM不参加者の殺害事件も頻発しているが、NUGはこれにも対処できていない。

### 独自の教育制度
NUGは、CDMに参加した生徒のために、そして軍事政権下の学校の軍事奴隷教育を排すことを目的として、独自のオンラインの学校・大学を開設したり、紛争地帯や難民キャンプに学校を建設・建設の支援をしている。教鞭を執っているのはCDMに参加した教師たちである。教育内容も従来の暗記偏重ではなく、思考力、洞察力、理解力、創造力、問題解決力を重視したものなのだという。2022年6月のNUGの発表によると、NUGが開設したオンラインの学校と現場で対面教育をしている学校には、生徒が151,303人、教師が16,628人となっている。
しかし、資金や教材が決定的に不足していたり、教師の給与が支払われていなかったり、国軍がインターネットを切断しているためにオンラインの授業を受けられなかったりという問題点も指摘されている。そもそもNUGの学校を卒業してもヤンゴン、マンダレーなどの軍事政権下の地域では就職先が見つからないという根本的な問題もある。
またオンラインの学校から個人情報が漏れて、教師や生徒たちが国軍に追われる身になったり、授業料の違法徴収、学校基金の横領などの不祥事も生じている。2023年2月にはNUGが運営するオンラインのスクールで、基金の横領が発覚して382人のCDM教師が辞職するという事件があった。

### 国民防衛隊（PDF）との関係
2021年5月5日、NUGは軍事政権に対する武力革命を開始するための武装勢力として「国民防衛隊（PDF）」の結成を発表した。これは各地に勃興しつつあった無数の反政府武装勢力を事後承認し、新たに自主的にPDFの設立を促すもので、自前の軍隊として各PDFを指揮下に置きつつ、各少数民族武装勢力と協力して軍政を倒すというのが、基本方針だった。なおこの際、各PDFと各少数民族武装勢力を合わせた「連邦民主軍」（Federal Democratic Armed Force）を創設するという構想が発表されたが、2024年8月現在実現していない。
ただ資金不足からNUGの各PDFに対する資金援助・軍事援助は不十分であり、各PDFは住民の寄付、バイト、私物の売却などで独自に資金調達する必要に迫られており、兵器不足から、せっかくの新兵も面倒を看きれずに追い返しており、実際に戦闘に従事しているのはほんのわずかで、戦闘ではPDFは常に劣勢で、地雷を設置してすぐに退却しているだけだったのだという。またNUG指揮下のPDFは内務大臣のルイン・コー・ラッが私物化しているとも批判されている。このような事情からPDFの中には、兵器を供給する能力があり、戦闘経験も十分な少数民族武装勢力の指揮下に入るグループもある。
また殺人、強姦、強盗などPDFによる凶悪犯罪が頻発しているが、大統領代行のドゥワ・ラシ・ラーは「犠牲者は軍のスパイ」「我々の政策を破壊している」と言い訳に終始するだけで、これに適切に対処しておらず、NUGが設置したPDFの監督機関・人民管理チーム（PAT）も機能していない。2024年5月には、あらためてPDFの人権侵害に対応する部隊・SSTF（Security and Special Task Force）が結成されたが、NUGの指揮下にないPDFはこれに猛反発した。
2024年末から2025年初頭にかけて、シャン州南部国民防衛隊（SSPDF）の第1005大隊、シャン州南部革命青年（SSRY）の第1008大隊、ガロン（“Galone）部隊、ホワイトタイガー部隊、ガンガウ（Gangaw）国民防衛隊などPDFがNUGの指揮下から離脱する事態が生じる。その理由について、識者は「NUGは春の革命の支柱となるどころか、障害物になってしまった。革命を推進するのに苦戦し、資金を誤って配分し、必要なところに財政支援を提供できていない。彼らは省庁を37に拡大し、最前線の兵士ではなく亡命者の支援に資源を浪費した。今、戦闘が激化する中、エーヤワーディーやマンダレーでの重要な攻勢に使える資金は残っていない。だからこそ（NUG）国防省傘下の多くの大隊が撤退したのだ」と語っている。

### 少数民族武装勢力との関係
前述したように、各PDFを指揮下に置きつつ、各少数民族武装勢力と協力して軍政を倒すというのがNUG基本方針だが、少数民族武装勢力の第一の関心事は自分たちの領土を確保することであり、NUGとは目的を違えていて、その連携は限界があると指摘されている。
2021年6月1日、チン民族戦線（CNA）が少数民族武装勢力として初めてNUGと同盟関係を結んだが、2024年8月現在、NUGと正式に同盟関係を結んだのはこのCNAだけである。2022年4月には、NUGはカヤー州に自治組織を立ち上げようとしたが、同州のカレンニー民族進歩党（KNPP）が猛反発し、撤回に追い込まれた。
2023年10月27日には、アラカン軍（AA）、ミャンマー民族民主同盟軍（MNDAA）、タアン民族解放軍（TNLA）からなる三兄弟同盟は1027作戦と名付けられた大規模な攻勢をシャン州北部で行い、広範な地域を支配下に収めた。NUGはこれを三兄弟同盟との協力の成果だと誇ったが、作戦実行中、指導敵役割を果たしたのは少数民族武装勢力であり、PDFがその指揮下で活動していたにすぎず、NUGの存在感は終始薄かったと指摘されている。実際、2024年1月12日に中国の仲介で国軍と三兄弟同盟との間で停戦合意が結ばれた際にはNUGの代表団は出席しなかった。また同年1月31日にNUGが発表したクーデター3周年の声明に連署したのは、カレン民族同盟（KNU）、カレンニー民族進歩党（KNPP）、チン民族戦線（CNF）の3つの武装勢力だけで、中国の影響下にあると言われる有力少数民族武装勢力の同盟・連邦政治交渉協議委員会（FPNCC）のメンバーの名前はなかった（ただし、翌月12日の連邦記念日に際し、FPNCCメンバーのシャン州進歩党とカチン独立機構はチン民族戦線と連名でNUGに対して祝電を送っている）。
同年5月、国軍とアラカン軍（AA）との戦闘が続くラカイン州において、アラカン軍（AA）によるロヒンギャ虐殺の事実が明るみに出たが、NUGは表立ってこれを非難せず、「NUGは現場を知らない」などと疑問を呈する声が上がった。なおアラカン軍（AA）のリーダー・トゥワンムラッナインは東京新聞のインタビューに答え、ロヒンギャ虐殺の事実を否定するとともに、NUGの傘下に入るつもりはないと明言した。さらにNUGに対し、ラカイン情勢に介入しないよう要請している。
2024年7月、元政治家のニャンリンは『イラワジ』上で「クーデターから3年経過したが、ますます多くの武装勢力がNUGから離脱しており、 NUGは各少数民族武装勢力の領土に国防省の事務所を設けているが、各武装勢力はほとんどこれに関与していない」と意見を述べている。
2024年9月4日、ミャンマー民族民主同盟軍（MNDAA）は（１）MNDAAは独立国家を追求するのではなく、自治区を維持する意向である（２）MNDAAはNUGとのいかなる連携も否定し、マンダレー、タウンジーへの攻撃を行わない（３）中国政府の和平イニシアティブに従い、政治的手段で問題を解決するという内容の声明を発表した。件の声明は即日削除されたが、その後、19日に再発表した。これに対してNUGも同日、9つの組織と連名で軍政を打倒した後、連邦民主連合国家を樹立する決意を再確認する共同宣言に発表した。署名したのは、カレン民族同盟（KNU）、カレンニー民族進歩党（KNPP）、チン民族戦線（CNF）、カレンニー州諮問評議会(KSCC)、パオ民族連邦評議会（PNFC）、新モン州党・反軍政（NMSP‐AD）、モン州連邦評議会（MSFC）、タアン政治諮問委員会（TPCC）、ビルマ女性連盟（WLB）である。

### ロヒンギャとの関係
前述したように、NUGの閣僚には少数民族出身の閣僚が多数いるが、彼らは名目上の存在で実権がなく、NLD出身者が幅を利かせていると指摘されている。またNLD出身のNUG幹部は2017年のロヒンギャ危機の責任を認めておらず、過去の犯罪の清算が必要とも指摘されている。2024年11月時点で人道・災害対策大臣を務めるウィン・ミャッ・エーは、2017年のロヒンギャ危機の際に「ロヒンギャが自らの家を焼き払っている」と非難した人物である。
2021年6月3日、NUGはロヒンギャに市民権を付与するという声明を発表したが、この市民権の内容は不明であり、ロヒンギャの識者の間からも苦し紛れの策ではないかという疑義が呈された。2023年7月、ロヒンギャ男性のアウン・チョー・モーが人権省の副大臣に任命された。しかし同年8月に発表されたロヒンギャをミャンマー国民と認める声明のミャンマー語版では、ロヒンギャをミャンマーの先住民（Taingyintha）と言及することは避けられた。2024年3月には、NUGラジオがロヒンギャを「ベンガリー」呼ばわりし、批判を受けた後も「最近軍事訓練を受けた人々」としか訂正せず、ロヒンギャの名称を使わなかったという事態が生じ、ロヒンギャに市民権を認めるとした方針と矛盾するのではないかと批判された。また同年4月頃、アラカン軍によるロヒンギャ虐殺の実態が明らかになり、これに対してNUGは声明を発表したが、それはアラカン軍ではなく、国軍だけがロヒンギャを弾圧しているという実態とかけ離れたものだった。情報筋は「アラカン軍がこうしたこと（ロヒンギャ弾圧）を行っていると示唆することは、革命期に少数民族武装勢力を怒らせ、一部のメンバーを不快にさせる可能性がある」「革命期に少数民族武装勢力を同盟者として頼りにしてきたことが、この問題について声を上げにくい原因となっている」と述べている。オーストラリア戦略政策研究所（ASPI）のアナリスト・ネイサン・ルーザーは「NUGがこれらの残虐行為（アラカン軍のロヒンギャ虐殺）に対して沈黙し、無視し、共謀していることは、ビルマ人の権利と尊厳に対する NUG の取り組みに明らかな限界があることを証明している」「NUGが結成した連合軍の下で犯された過去数か月間の残虐行為は、同時期に彼らが現実政治的に得た軍事的利益よりも外交的に多くの損失をもたらしたとさえ言いたい」と手厳しくNUGを批判している。

### 外交
NUGは結成当初から積極的に外交政策を展開。当初は、チン族の医師・ササが、NUGのスポークスマンとして注目を浴びていたが、次第にその見識に疑問符が付く発言が多々見られるようになり、2021年9月、身分不明のアメリカ人の武器製造セミナーに参加していた事実が暴露されるに及び（記事を発表しようとすると、ササは法的手段をちらつかせたのだという）、その存在感は薄れていった。現在、NUGのスポークスマンを担っているのは外務相のジンマーアウンである。
NNUGは外国から正式に国家としての承認を求めているが、2024年8月現在、NUGを正式なミャンマー政府と認めたのは東ティモールだけで、独自のミャンマー国民に対する海外就労許可証を発行したものの、どこの国にも認められず発行中止に追いこまれるようなこともあった。またアメリカ政府に凍結した国軍関係者の資産を提供するように求めたが、これも拒否され、2022年12月にはミャンマーの民主派支援を内容とするビルマ法がアメリカで成立したが、結局、アメリカ政府が行ったのは国際機関を通じた人道支援のみだった。国際社会がNUGを承認しない理由としては、①国土を実効支配してない②ウクライナのウォロディミル・ゼレンスキー政権のようなリーダーがいない③PDFによる凶悪犯罪が横行しており、統治能力が疑問視されている④そもそも武力闘争していること自体が問題など、さまざまな要因が挙げられている。特にアメリカがNUGを支援しないのは、ミャンマーの内戦がロシアと違って安全保障上の脅威ではないため優先順位が低いからであり、イギリス外交筋は「 ミャンマーへの兵器の流入を増やすことは、死傷者や避難民を増やし、悲惨な人道的状況を招くだけだ」とまで述べているのだという。
2023年11月、NUG外相・ジンマーアウンが来日した。ミャンマーの民主化を支援する議員連盟所属議員や在日ミャンマー人の民主化運動家たちと交流を持ったが、日本の外務省関係者とは非公式な会合しか持てなかった。ただ、2024年1月23日、日本労働組合総連合会が外務省に対して、ILO総会にNUGがミャンマー政府として参加できるようにするため、NUGが国連で承認されることを支持するよう要請、同年5月にはNUGとNUGのクーデター3周年の声明に連署したカレン民族同盟（KNU）、カレンニー民族進歩党（KNPP）、チン民族戦線（CNF）の代表団が訪日し、高村正大外務大臣政務官との面会が実現するなど一定の成果は見られた 。
2024年のNUGの新年の挨拶は、①ミャンマーと中国の歴史的繋がりを認識する②1つの中国政策を支持する③2021年のクーデター前の合意を尊重する④犯罪組織根絶のために中国と協力するというもので、これまでも欧米重視策からの転換が窺えた。しかし、中国政府は国軍と連邦政治交渉協議委員会（FPNCC）に所属する少数民族武装勢力だけを交渉相手としていて、NUGとは公式な交渉を行なっていない。1027作戦の際には、中国政府は三兄弟同盟にNUGに近づくなと警告していたと伝えられている。

## 組織

### 地方組織
NUGには、以下の3つの組織からなる「3つのパ（ビルマ語: ပသုံးလုံး）」という地方行政機関がある。村、村区、郡区単位で設置され、州・地方域単位でも設置されているが、まだ十分に組織化されておらず、NUGの地方行政の大部分は郡区単位で実施されている。
- 人民行政チーム（英語: People’s Administration Team：PAT、ビルマ語: ပြည်သူအုပ်ချုပ်ရေးအဖွဲ့：ပအဖ）

- 人民防衛チーム（英語: People’s Defense Team: PDT、ビルマ語: ပြည်သူ့ကာကွယ်ရေးတပ်ဖွဲ့: ပကဖ）

- 人民治安チーム（英語: People’s Security Team：PST、ビルマ語: ပြည်သူ့လုံခြုံရေးအဖွဲ့：ပလဖ）

PATは行政機関、PDTは治安部隊および法執行機関、PSTはゲリラ部隊および治安維持機関である。PATとPSTは内務省・移民省の管轄下、PDTは国防省（MOD）の管轄下にある。
抵抗運動においては、何よりも治安維持が重要であるため、PDTのトップはPATの副議長を兼任している。
徴税はPAT職員のみが行うことができ、PDTは警護を担当している。

### 閣僚
| 役職                 | 名前                       | 就任日        | 所属政党         |
| -------------------- | -------------------------- | ------------- | ---------------- |
| 大統領               | ウィンミン                 | 2021年4月16日 | 国民民主連盟     |
| 大統領代行／副大統領 | ドゥワ・ラシ・ラー         | 2021年4月16日 | カチン民族協議会 |
| 国家顧問             | アウンサンスーチー         | 2021年4月16日 | 国民民主連盟     |
| 首相                 | マン・ウィン・カイン・タン | 2021年4月16日 | 国民民主連盟     |

| 役職                     | 名前                                     | 就任日        | 政党                                 |
| ------------------------ | ---------------------------------------- | ------------- | ------------------------------------ |
| 国防大臣                 | イー・モン                               | 2021年4月16日 | 国民民主連盟                         |
| 国防副大臣               | Naing Kaung Yuat                         | 2021年4月16日 | 新モン州党                           |
| 国防副大臣               | Khin Ma Ma Myo                           | 2021年4月16日 | 無所属                               |
| 教育大臣                 | ゾーウェーソー（my:ဇော်ဝေစိုး; en:Zaw Wai Soe） | 2021年4月16日 | 無所属                               |
| 保健大臣                 | ゾーウェーソー（my:ဇော်ဝေစိုး; en:Zaw Wai Soe） | 2021年4月16日 | 無所属                               |
| 教育副大臣               | ジャ・トイ・パン                         | 2021年4月16日 | カチン政治暫定調整チーム             |
| 教育副大臣               | サイ・カイン・ミョー・トゥン             | 2021年5月3日  | 無所属                               |
| 保健副大臣               | シュエ・ポン                             | 2021年4月16日 | 国民民主連盟                         |
| 連邦大臣                 | リヤン・ムン・サコン                     | 2021年4月16日 | チン民族戦線/ 暫定チン全国諮問委員会 |
| 連邦副大臣               | Chit Tun                                 | 2021年4月16日 | カレンニー民族人民解放戦線           |
| 連邦副大臣               | Maing Win Htoo                           | 2021年4月16日 | タアン民族党                         |
| 外務大臣                 | ジン・マー・アウン                       | 2021年4月16日 | 国民民主連盟                         |
| 外務副大臣               | Moe Zaw Oo                               | 2021年4月16日 | 国民民主連盟                         |
| 内務・移民大臣           | ルイン・コー・ラッ                       | 2021年4月16日 | 国民民主連盟                         |
| 内務・移民副大臣         | Khu Hte Bu                               | 2021年4月16日 | カレンニー民族進歩党                 |
| 人道・災害対策大臣       | ウィン・ミャッ・エー                     | 2021年4月16日 | 国民民主連盟                         |
| 人道・災害対策副大臣     | Naw Htoo Phaw                            | 2021年4月16日 | 無所属                               |
| 人権大臣                 | アウン・ミョー・ミン                     | 2021年5月3日  | 無所属                               |
| 人権副大臣               | Ba Ham Htan                              | 2021年5月3日  | カヤン新領土党                       |
| 国際協力大臣             | ササ                                     | 2021年4月16日 | 国民民主連盟                         |
| 国際協力副大臣           | Hkaung Naw                               | 2021年5月3日  | 無所属                               |
| 労働大臣                 | Nai Thuwanna                             | 2021年5月3日  | モン統一党の元メンバー               |
| 労働副大臣               | Kyaw Ni                                  | 2021年5月3日  | 全ミャンマー労働組合連盟             |
| 天然資源・環境保護大臣   | Hkalen Tu Hkawng                         | 2021年4月16日 | 無所属                               |
| 天然資源・環境保護副大臣 | Khun Bedu                                | 2021年4月16日 | カヤン国民党                         |
| 財務・投資大臣           | Tin Tun Naing                            | 2021年4月16日 | 国民民主連盟                         |
| 財務・投資副大臣         | Min Zayar Oo                             | 2021年4月16日 | モン統一党の元メンバー               |
| 女性・青年・児童大臣     | Naw Susanna Hla Hla Soe                  | 2021年4月16日 | 国民民主連盟                         |
| 女性・青年・児童副大臣   | イ・ティンザー・マウン                   | 2021年4月16日 | 新しい社会のための民主党の元メンバー |

## 資金源
NUGが調達した資金の一部はNUG国務省（MOD）を通じて統合型PDFおよび同盟型PDFに分配される。

### 課税
NUGは、「2021年連邦課税法」により、特定の物品に対する税金、商業税、所得税、宝石税、その他様々な税金と手数料について詳細に規定しており、その支配地域ではNUGのみが徴税できると規定されている。具体的にはNUGの地方行政機関である3つのパが郡区単位で徴税している。NUGは、2023年だけでNUGが管理する42の郡区で2,300万ドル（2025年7月の為替で約34億円）を超える税収があったと主張している。
NUGは、ザガイン地方域、マグウェ地方域、マンダレー地方域などビルマ族が多数派を占める地域で徴税しているが、ヤンゴン地方域、エーヤワディ地方域、タニンダーリ地方域ではほとんど徴税できていない。住民の生活の困窮を理由に一部の税金が停止されている地域もある。
徴収した税金の配分は地域によって異なるようだが、30～40%がPDT、30～40%が3つのパの支援、医療や教育などの物品・サービスの提供、人道支援などに充てられ、30％はNUG計画・財務・投資省（MOPFI）に送金され、残りは、困窮した人々のための緊急資金として確保される。

#### 検問所
道路や水路に設置された検問所での徴税は重要な収入源である。もともと、検問所はPDFが設置し、国軍兵士、密告者、工作員の道路使用を阻止して、PDFの安全な移動を確保するため使われていた。しかし、人々が検問所で自発的に寄付を始めるにつれ、検問所は税金徴収所へと変化していった。
検問所にはPATとPDTが配置され、時にはPSTも配置される。徴税を担当するのはPATの職員で、PDTの職員は警備担当である。課税の対象は、米袋、アルコール、煙草、セメント袋、そして石油、天然ガス、灯油、ガソリン、ディーゼル、ジェット燃料などの燃料、木材、宝石、金などの天然資源である。特定の車両はサイズ別に課税されるが、乗用車やオートバイには課税されない。課税額は郡区によって異なり、一部の検問所では、交渉次第で税金が免除されたり、減額される。税金を支払った後、領収書が3部作成され、1部は運転手に渡され、1部は検問所が保管し、1部は郡区の税務署に送られる。他の郡区の検問所を通過する際に再び徴税されることもあり、住民の不満の種となり、物価上昇の原因にもなっている。
MODの規則では、PDFが検問所を設置して徴税することは禁止されている。ただし、統合型PDFは一部のEAO領土に検問所を設置しており、EAOとPDFの職員が共同で配置され、EAOの管理下で徴税が行われている。

#### 企業への課税
PATは、レストラン、食料品店、酒屋などに毎月職員を派遣し、事業税を徴収している。3つのパが非公式に村落単位で徴収する事業税もある。革命資金として喜んで納税する者もいれば、過大な負担と考える住民もいるようだ。またNUGは。国軍に近いクローニーと呼ばれる企業家からも徴税している。クローニーは一種の保険として納税しているようだが、国軍と協力関係にあるクローニーからの徴税には賛否両論ある。

#### 物納
一部の地域では、住民がPDFの治安維持活動への対価として、自主的に、米、豆などの収穫物や食料を3つのパに提供している。3つのパはこれをPDFに配給している。

### 天然資源
NUGは検問所で天然資源に課税するだけではなく、天然資源採掘事業そのものにも課税している。2025年7月現在、ザガイン地方域のモンユワ、モンユワ県・カニ郡区、マグウェ地方域のパウクの木材・伐採業、ザガイン地方域の石油採掘業から徴税していると報告されている。ただ、中国の万宝鉱業が投資しているザガイン地方域にあるレッパダウン銅山からのトラックには課税されておらず、万宝鉱業とNUGとの間でなんらかの取引が交わされたことを示唆している。
またNUGは金と銅の採掘権の販売も行っている。投資家はNUGの最終的勝利を条件に採掘権を購入する。2023年2月、MOPFIはマンダレー地方域・モゴックのルビーとサファイアの鉱山の採掘権の500万ドルのリース契約を締結、これが最初の採掘権の販売だった。MOPFIは、さらに44の採掘権を販売すると主張している。

### 代替金融商品
当初、NUGは資金調達手段として複数の代替金融商品を開発したが、時間の経過とともに収益は減少している。ただし、MOPFIは、これは他の資産が販売されていることが理由と主張している。

#### 債券
2021年11月、NUGは「春の革命債」という無利息債券の販売を開始し、初日に630万ドルの資金を調達したとされる。当初、在外ミャンマー人のみが対象だったが、12月以降はカチン独立機構（KIO）の送金システムを利用して、国内でも購入できるようになった。債券の額面は100ドル、500ドル、1,000ドル、5,000ドルで、米ドルにペッグされ、テザー口座に保管される。債券はNUG・EAO共同で販売され、収益は両者で分配される。またNUGは、2021年12月～2023年12月の間に「特別債券」を発行し、4,400万ドル以上の資金を調達したとされる。

#### 不動産株式
NUGは、ミンアウンフラインのヤンゴンの邸宅を含む国有不動産の株式売却も行っている。2023年1月、MOPFIはヤンゴンで建設中の国軍所有のコンドミニアム770戸を販売、18時間以内に96％を売却し、1,010万ドルの資金を調達したとされる。翌月には、ヤンゴンの軍用地にある3つの区画、11,400～44,400ドル6,500戸を販売し、1日で3,500戸を売却した。これもNUGの最終的勝利を条件とした売却で、購入者は代金の30％を頭金として支払い、残りはNUGが政権を握った後に支払うことになっている。

### 寄付
NUGには、多額の寄付を約束している多くの個人寄付者がいる。寄付は、暗号通貨、モバイルバンキング、国際送金を通じて受領している。当初は国内の寄付者が主な資金源だったが、SACによる寄付者と銀行口座の特定、インターネットと電話の遮断、そして国内経済の崩壊により国内からの寄付は激減し、現在は在外ミャンマー人からの寄付に依存している。
NUG・PDFの主要な寄付源は人民抵抗基金（People’s Resistance Fund：PRF）である。寄付者は毎月一定額をMODに寄付することを誓約する。これにより、少額の寄付者であっても、抵抗活動との直接的なつながりを感じることができ、NUG・PDFも安定した資金源を確保できる。2024年8月～9月の間に、3万1,080人が毎月10ドルの寄付を誓約し、合計で毎月31万800ドルの寄付が集まったとされる。この資金はMODに直接送金され、NUGの一般財源には入らない。
Click2Donateは初期によく利用された方法で、Click2Donate、Facebook、Telegramなどのプラットフォーム上の記事や動画などにユーザーがアクセスすると広告費が得られる仕組みで、2021年9月～2022年までの間に50万回以上ダウンロードされ、100万ドル以上の資金を調達したとされる。

### キャンペーン
アメリカ、ヨーロッパ、アジアの在外ミャンマー人は、時折、募金を集めるためのイベントを開催している。募金会場ではNUG、その他の支援団体がブースを設置して募金活動を行い、食事が提供される。会場にはNUG傘下にない自立型PDFや地域型PDFがブースを設置することもある。オンラインの募金イベントが開催されることもあり、知名度の高いインフルエンサーが宣伝役を買うこともある。集まった募金の大半はNUGに送金されるが、一部はPDFに直接送金され、NUGの指揮下にない自立型PDFや地域型PDFに送金されることもある。
NUGはオンライン宝くじも実施している。賞品は現金ではなく商品で、途中、SACによる妨害により何度か中止されたが、2021年8月～2023年12月の間に、4億3,678万チャット（11万1,700ドル）以上の資金を調達したとされる。
また支援団体がオンラインオークションを開催することもある。人気商品は、ミャンマーの作家による書籍、地元ミュージシャンの楽曲、ビデオ、宝石、絵画などである。アーティストは収益の一部を受け取り、残りは革命のために寄付する。オークションの中には、宝石などの貴重品が含まれ、国軍兵士の階級章や部隊章が含まれることもある。